# Camiros
Camiros (en grec ancien Κάμειρος / Kámeiros) est un site archéologique de Rhodes, situé sur la côte nord-ouest de l'île.

## Histoire
Selon la tradition, c'est l'une des trois cités rhodiennes fondées par les Doriens, avec Lindos et Ialysos, au milieu du XIe siècle av. J.-C. Toutes trois sont mentionnées par Homère dans le Catalogue des vaisseaux (Iliade, II, 653–656) : « ceux de Lindos, d'Iélyse et de la blanche Camire ». Selon Hérodote (I, 44), ces trois cités forment avec Cos, Cnide et Halicarnasse l'Hexapole dorienne.
À la fin du VIe siècle av. J.-C. et au début du Ve, Camiros est sous dépendance perse. La cité regagne son autonomie à la fin des guerres médiques, avant de rejoindre la Ligue de Délos. En 411 av. J.-C., les Spartiates, partis de Cnide, débarquent à Camiros avec 94 navires. Ils s'emparent rapidement de la ville, qui n'est pas fortifiée (Thucydide, VIII, 44, 2) et, convoquant son assemblée, décident les citoyens à changer de camp. En 407 av. J.-C., les trois cités fondent conjointement, tout en conservant leur autonomie, la cité de Rhodes, capitale de l'île.
Au IVe siècle av. J.-C. et pendant l'époque hellénistique, Camiros profite de l'expansion commerciale et culturelle de Rhodes. En 305, la cité repousse les attaques de Démétrios Poliorcète. En 226 av. J.-C., un premier tremblement de terre détruit la cité, puis un second en 142 av. J.-C. Sous la domination romaine, Camiros et le reste de l'île sont ravagés par Cassius.
Le natif le plus célèbre de Camiros est probablement Pisandre.

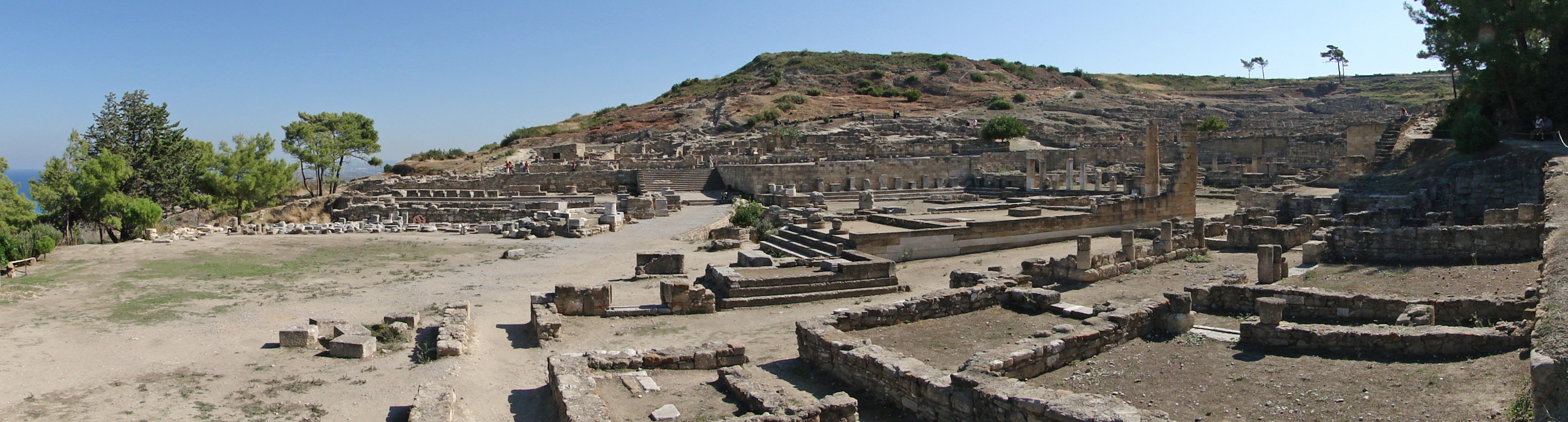
Vue panoramique du site depuis l'entrée au nord-ouest.

## Fouilles du site
La première campagne archéologique a été menée à Camiros par le vice-consul britannique à Rhodes Alfred Biliotti (en) et le photographe Auguste Salzmann de 1852 à 1864. L'École archéologique italienne reprend les fouilles en 1928, à l'occasion de l'occupation de l'île par les troupes italiennes. Une nécropole est mise au jour, qui révèle de nombreux vases d'un style décoratif particulier de l'époque archaïque, que l'on surnomme le « style des chèvres sauvages ». Il se caractérise par un décor  organisé en registres superposés dans lesquels des animaux stylisés, notamment des chèvres sauvages (ce qui a donné son nom au style) se suivent en frises. La nécropole révèle également des vases du style de Fikellura.
Le site comprend trois niveaux et a révélé des restes significatifs de monuments, parmi lesquels :
- le temple dorien d'Athéna Kameira, d'époque hellénistique, bâti sur les ruines du temple archaïque ;
- un réseau de réservoirs et d'aqueducs ;
- une stoa hellénistique ;
- un autel hellénistique.

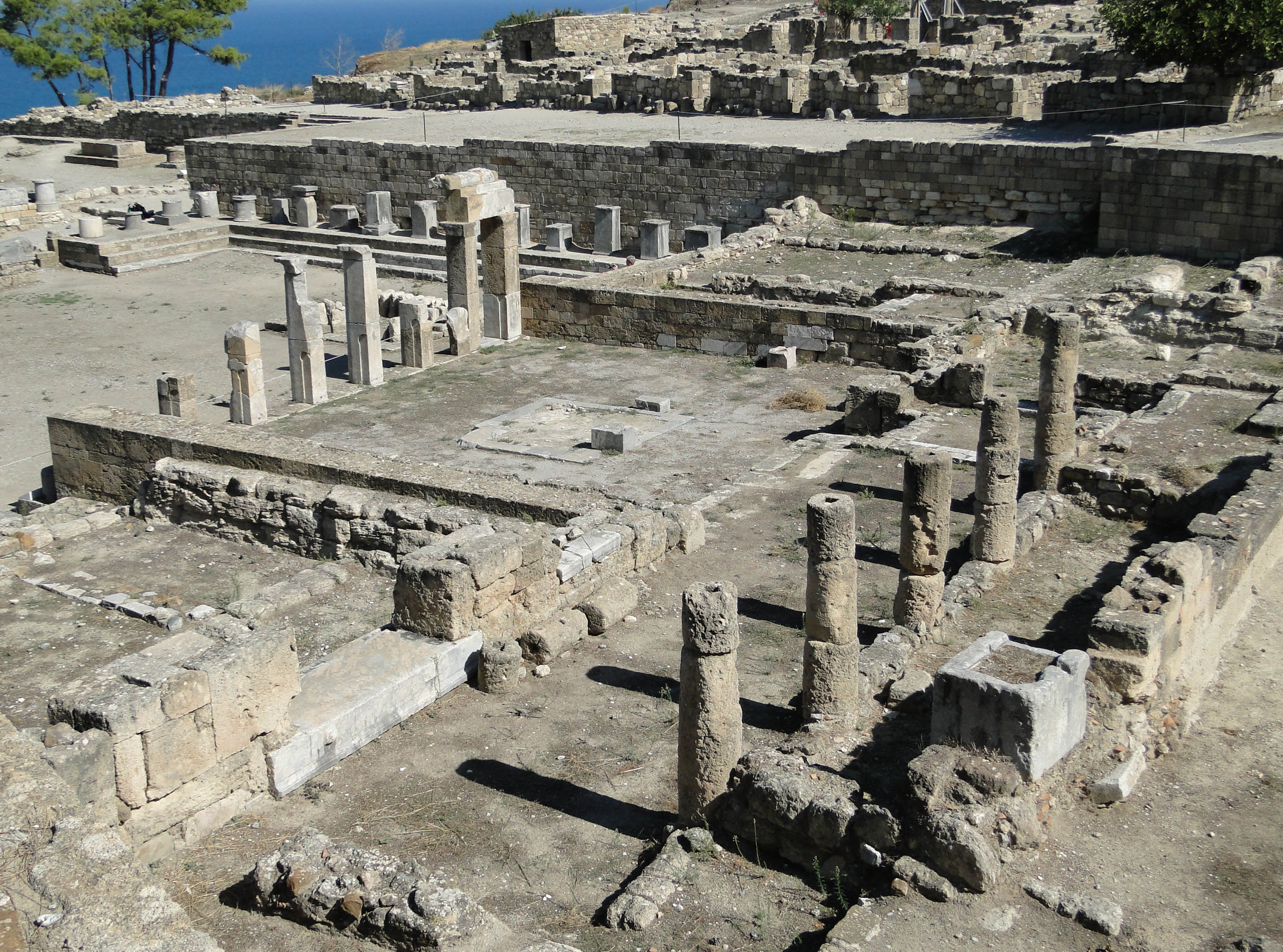
Place de la fontaine
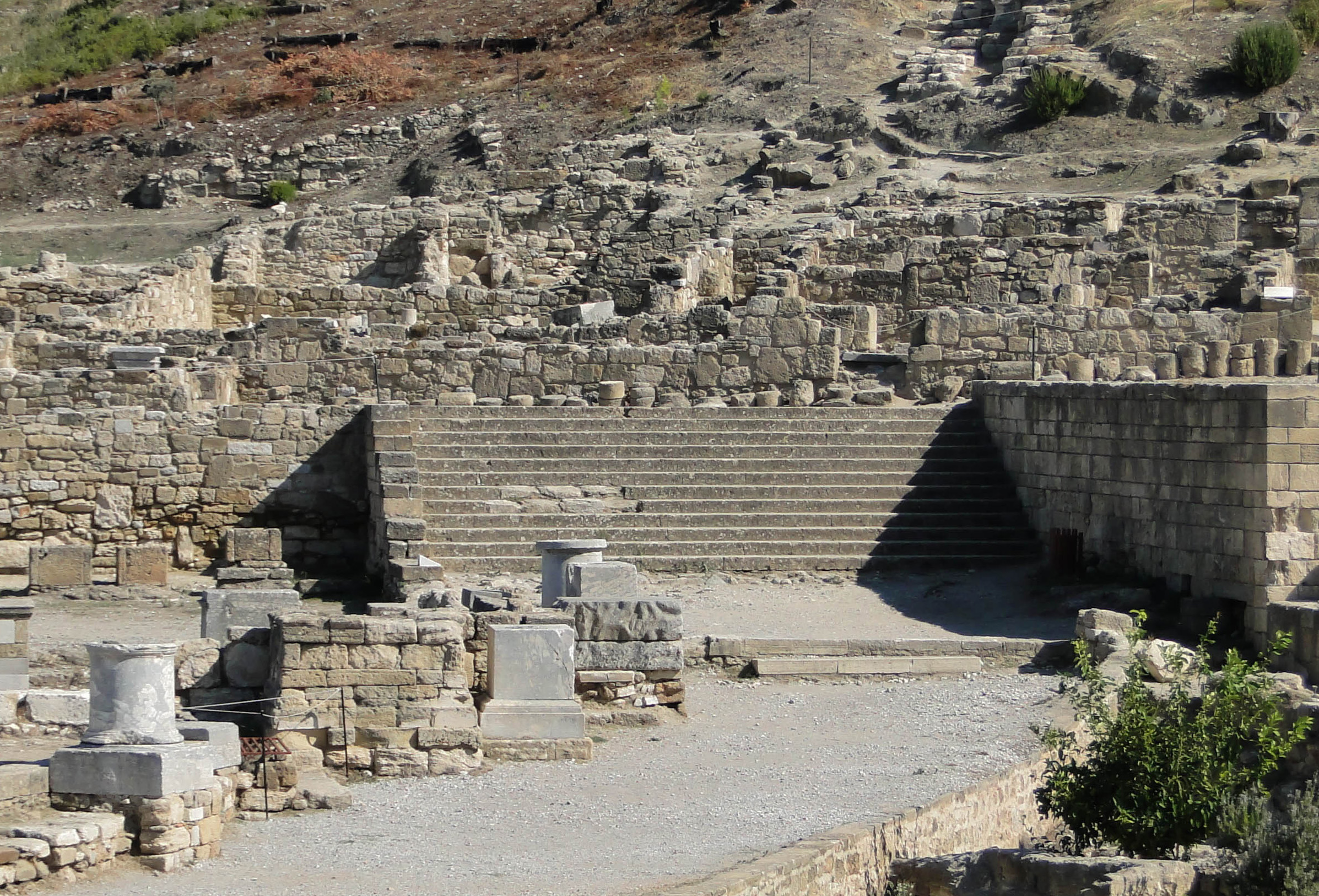
Escalier
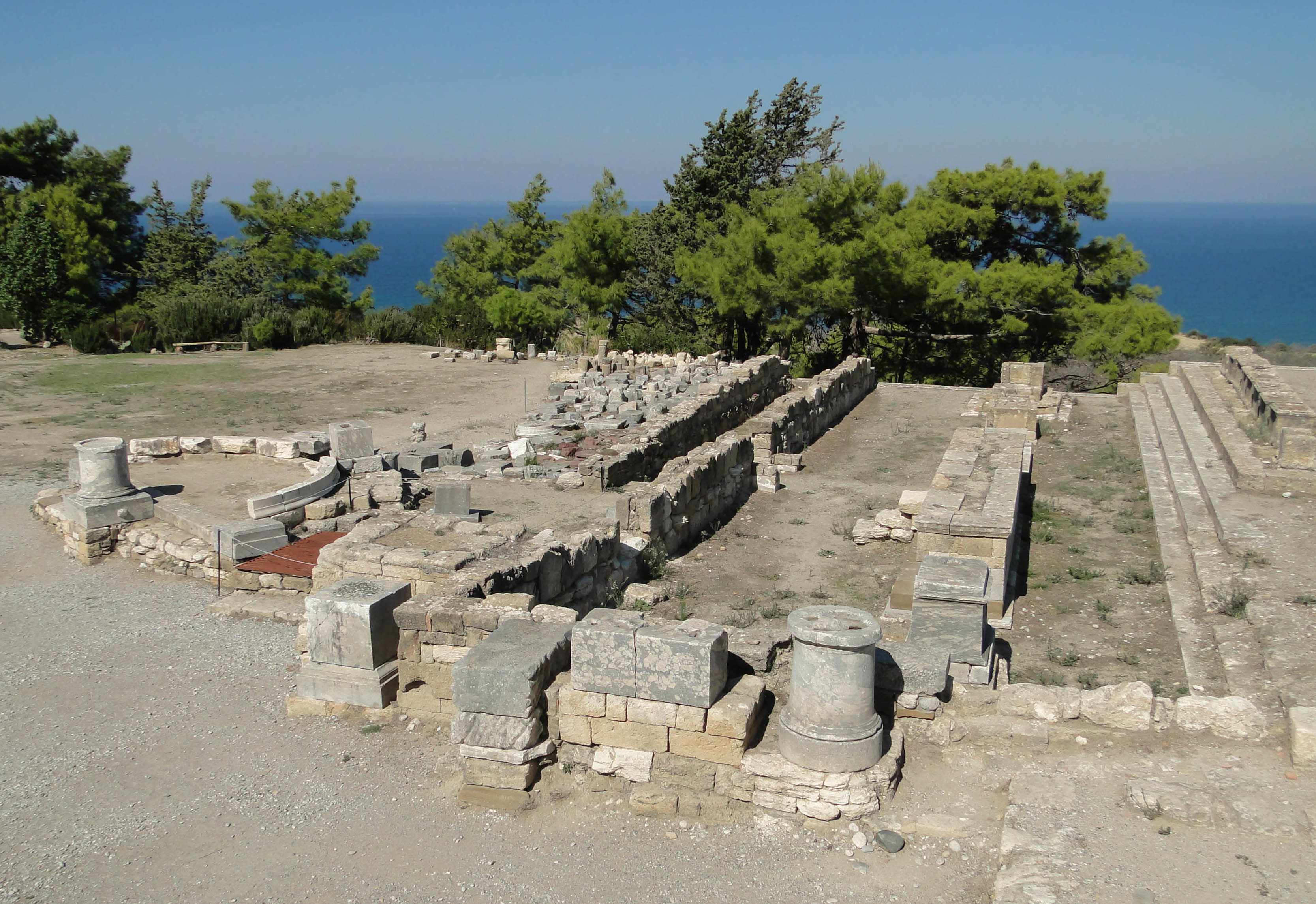
Le Hierothyteion
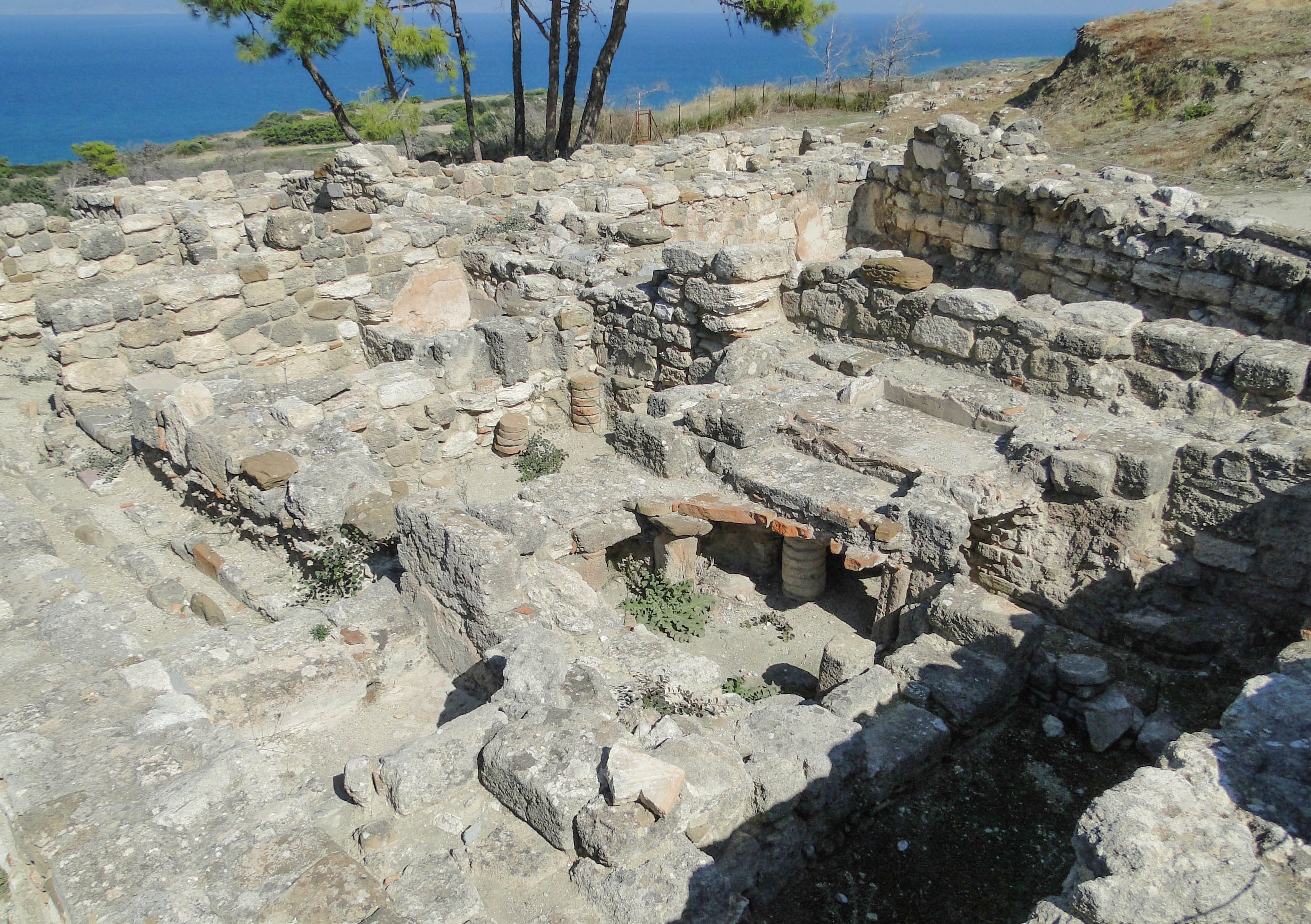
Les thermes
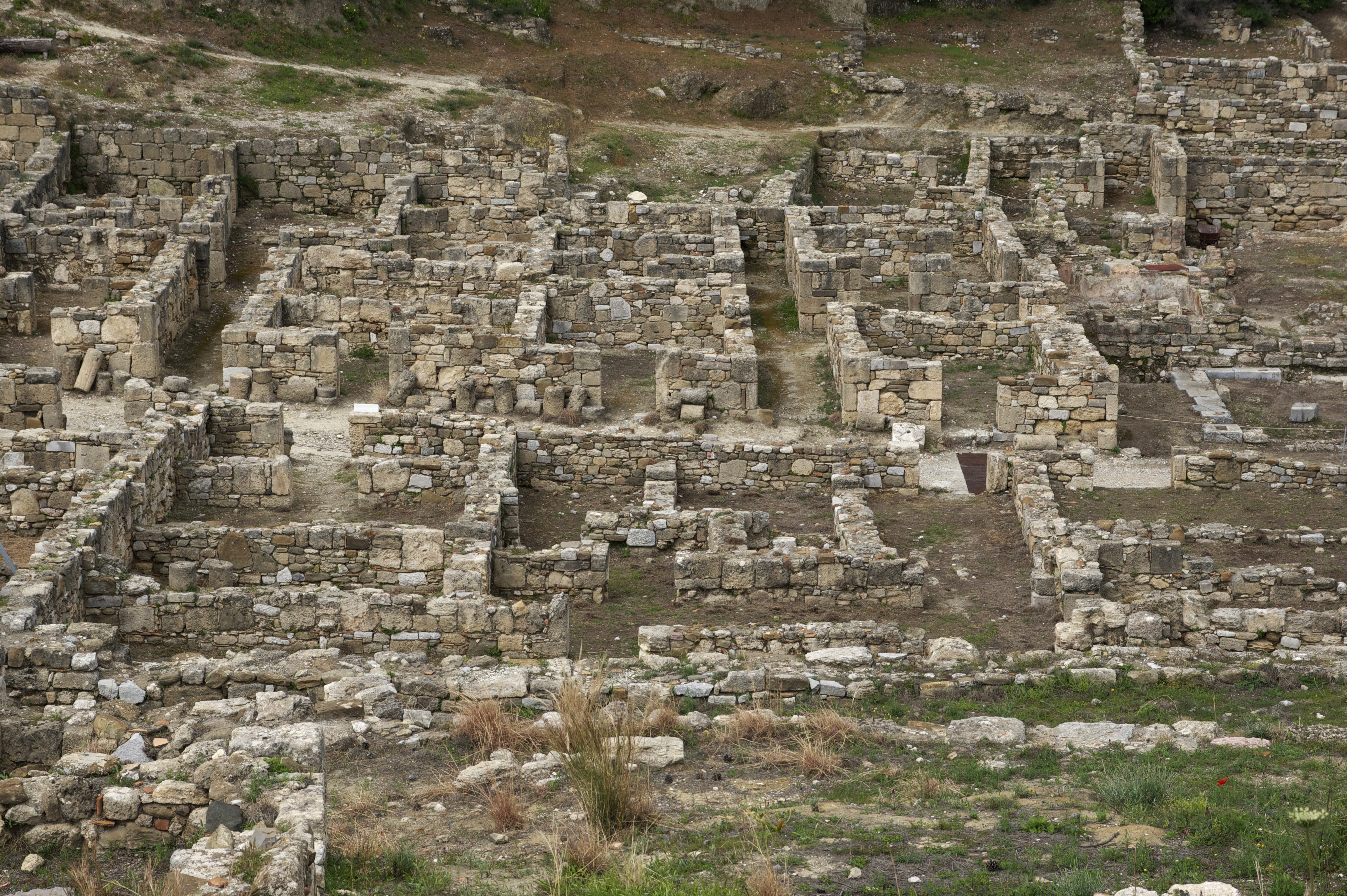
Maisons de la période hellénistique
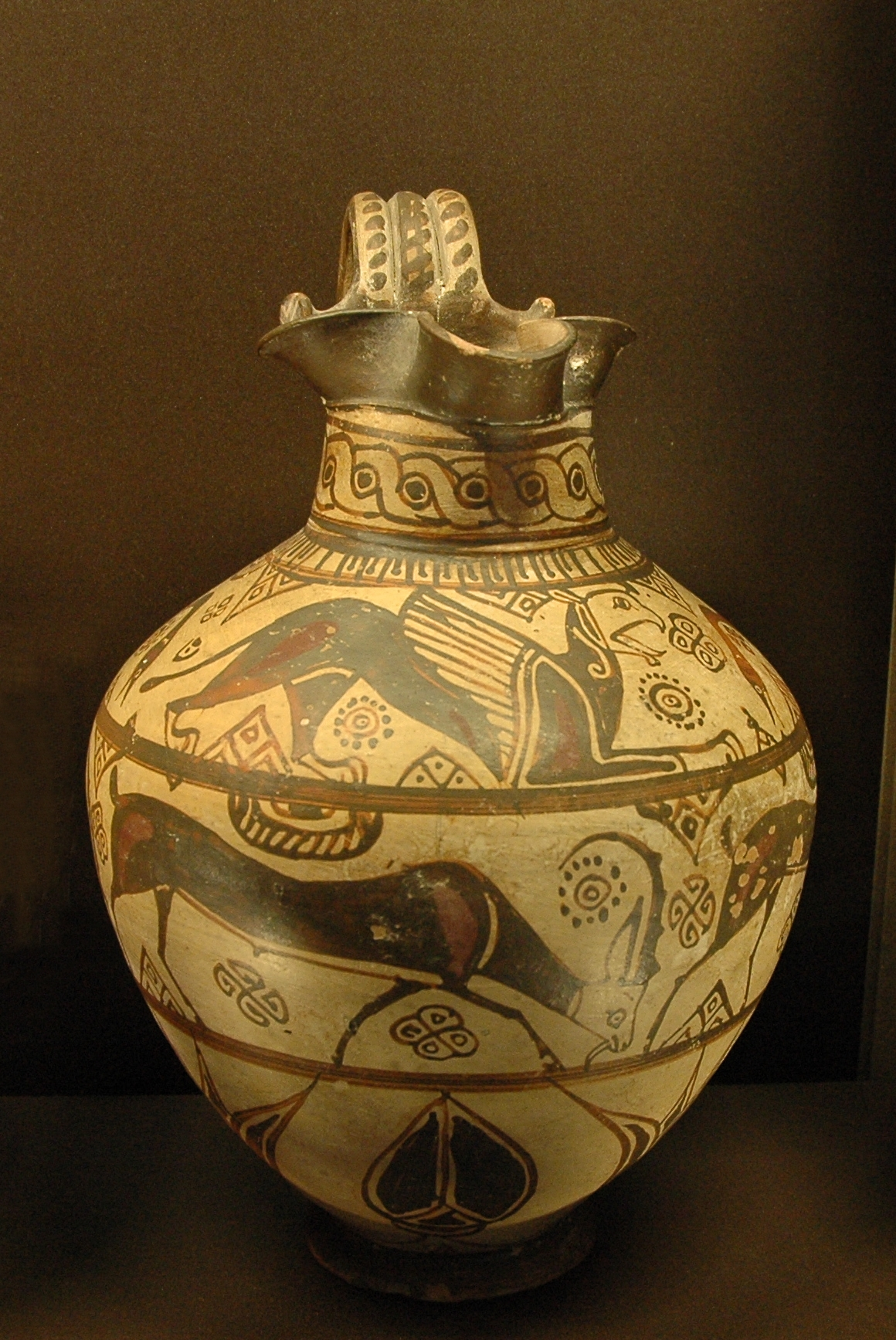
Œnochoé à bec tréflé du style des chèvres sauvages, découverte à Camiros,  v. 625‑600 av. J.-C., musée du Louvre